# Mimogrynex densepunctatus
Mimogrynex densepunctatus là một loài bọ cánh cứng trong họ Cerambycidae.